# Amolops jaunsari
Amolops jaunsari är en groddjursart som beskrevs av Ray 1992. Amolops jaunsari ingår i släktet Amolops och familjen egentliga grodor. IUCN kategoriserar arten globalt som otillräckligt studerad. Inga underarter finns listade i Catalogue of Life.